# Абу Рукун, Камиль
Ками́ль Абу Ру́кун (ивр. כמיל אבו רוקון‎, араб. كميل ابو ركن‎; род. 13 сентября 1958, Исфия, Израиль) — генерал-майор запаса Армии обороны Израиля; в последней должности: Координатор действий правительства на территориях (с марта 2018 по апрель 2021 года).

## Биография
Камиль Абу Рукун родился в 1958 году в семье Раслана и Захии Абу Рукун в друзской деревне Исфия в Хайфском округе Израиля. Отец Камиля Абу Рукуна был главой местного совета Исфии с 1965 по 1988 год, тот же пост занимал с 1998 по 2003 год брат Камиля Абу Рукуна, Шариф Абу Рукун.
В юности учился в школе по направлению электроники и телекоммуникаций.
В ноябре 1977 года был призван в Армию обороны Израиля и поступил на службу в подразделении телеграфии. Затем вышел на офицерские курсы и получил специальность офицера военной администрации. Служил в Гражданской администрации на Западном берегу реки Иордан, в том числе в качестве заместителя коменданта Тулькарма и Дженина. После подписания Каирского соглашения на Абу Рукуна была возложена задач организация совместных патрулей израильских и палестинских сил безопасности в секторе Газа, после чего он был назначен комендантом (ивр. מושל‎) Тулькарма.
В 1998 году был повышен в звании до полковника и назначен главой Регионального штаба по координации и взаимодействию сектора Газа (ивр. מת"ק עזה‎). В период деятельности Абу Рукуна на посту была основана промышленная зона около КПП Карни, КПП Рафах был открыт для прохода гражданских лиц, и был открыт аэропорт Дахания. В 2001 году получил звание бригадного генерала и был назначен заместителем Координатора действий правительства на территориях. В августе 2005 года был назначен главой Гражданской администрации Западного берега реки Иордан, исполнял эту должность до 24 января 2007 года, после чего завершил службу в армии и вышел в запас.
После выхода в запас был назначен заместителем администрации по мирному урегулированию в Министерстве иностранных дел Израиля. Также с ноября 2008 года входил в состав совета директоров 10-го канала израильского телевидения.
Вследствие начала операции «Литой свинец» в 2008 году, а затем и в течение 2009 года, временно исполнял обязанности заместителя Координатора действий правительства на территориях. В 2009 году был назначен главой Администрации сухопутных контрольно-пропускных пунктов в Министерстве обороны Израиля, преобразованной в период работы Абу Рукуна на посту в Управление сухопутных контрольно-пропускных пунктов (ивр. רשות המעברים היבשתיים‎).
29 марта 2018 года Абу Рукуну, вернувшемуся на службу в армии, было присвоено звание генерал-майора (алуф), и он стал вторым представителем друзской общины Израиля (после генерал-майора Юсефа Мишлеба), дослужившим до данного звания. 1 мая 2018 года Абу Рукун вступил на должность Координатора действий правительства на территориях, сменив на посту генерал-майора Йоава Мордехая. На период службы Абу Рукуна на посту пришёлся кризис в отношениях Израиля с руководством Палестинской национальной администрации вследствие обсуждения в Израиле планов аннексии Западного берега реки Иордан, после отказа Израиля от которых Абу Рукун руководил возобновлением взаимодействия между израильскими и палестинскими властями. Также Абу Рукун интенсивно занимался вопросами решения экономического кризиса в находящемся под властью ХАМАСа секторе Газа и координацией мер по предотвращению распространения коронавирусной инфекции между израильскими и палестинскими органами власти. 6 апреля 2021 года передал пост генерал-майору Гассану Алиану и в дальнейшем вышел в запас из армии.
После выхода в запас Абу Рукун был некоторое время председателем Центра друзского наследия в Израиле. Также состоит в движении «Ха-Битхонистим» (ивр. הביטחוניסטים‎).

### Образование и личная жизнь
За годы военной службы Абу Рукун получил в Хайфском университете степень бакалавра в области востоковедения и степень магистра в области политологии.
Женат, отец троих детей. Проживает в Исфии.